# フランス手話語族
フランス手話語族（French Sign Language family）は、フランス手話とアメリカ手話を含む手話の語族である。
フランス手話語族は、パリの聴覚障害者コミュニティで開発された古フランス手話の子孫である。古フランス手話は、17世紀後半にシャルル・ミシェル・ド・レペーによって最初に言及されているが、その何世紀も前から存在していた可能性がある。ロシア手話などのいくつかのヨーロッパの手話は、アメリカ手話と同様、フランスの教育者ローラン・クレークがアメリカ手話学校で教えたときの言語から派生している。スペイン手話などの他のものは、フランス手話の直接の子孫でないものの、フランス手話に関連していると考えられている。